# Lago Khar (Khovd)
O lago Khar (em mongol:  Хар нуур) é um lago localizado na província (aimag) de Khovd, na Depressão dos Grandes Lagos, oeste da Mongólia. O Khar pertence a um grupo de lagos que fizeram parte de um lago pré-histórico maior que desapareceu 5.000 anos atrás a medida que a região se tornou mais seca.
Algumas fontes usam diferentes números para o Lago Khyargas: 
- altitude: 1 134,08 m
- superfície: 565,2  km²
- profundidade média: 4,14 m
- volume: 2,34  km³.

O lago Khar possui um único afluente, o rio Chono Kharaikh que cria um delta em sua foz.

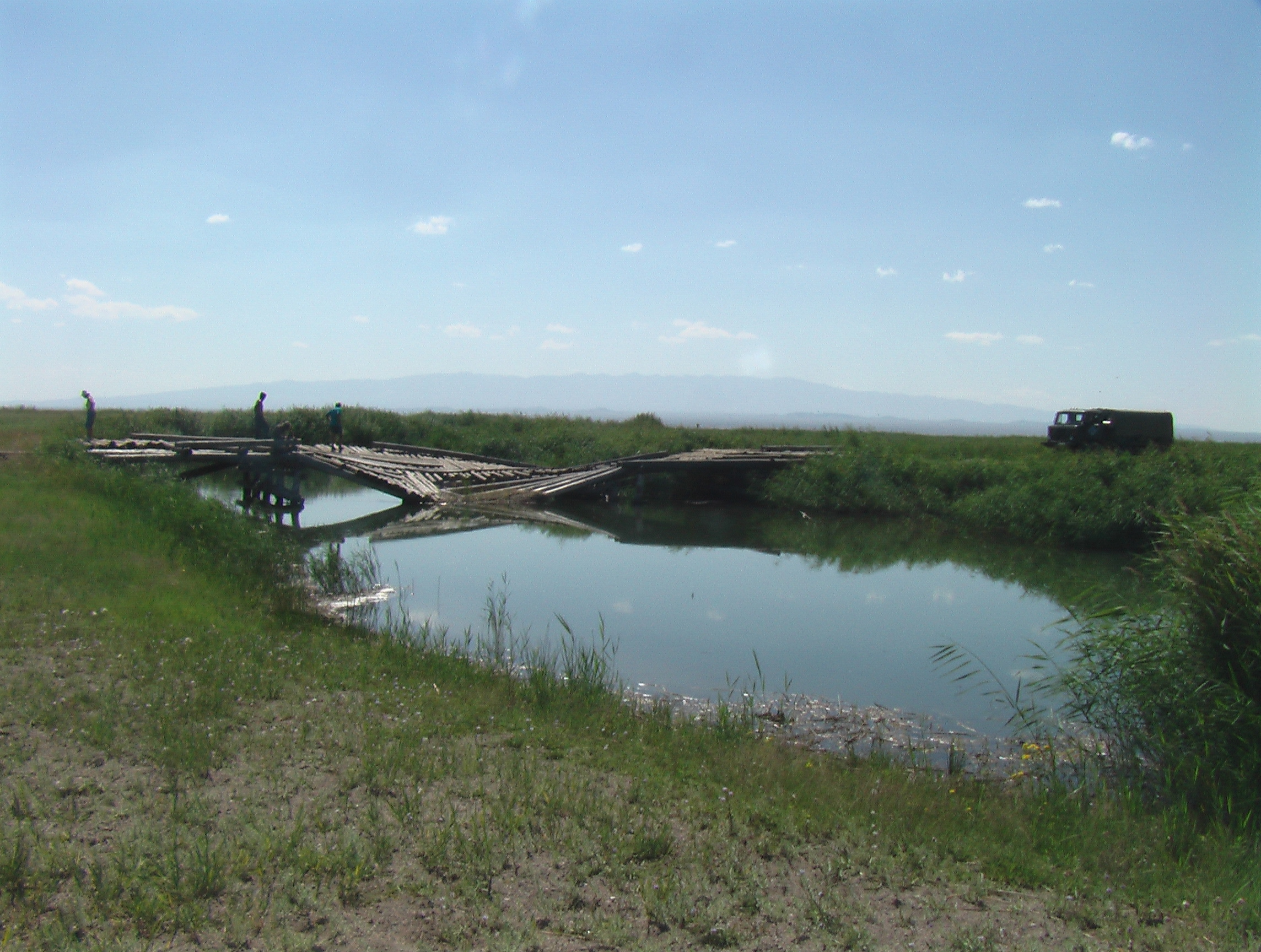
Canal natural do lago Khar para o lago Dörgön

.